# Natatolana meridionalis
Natatolana meridionalis är en kräftdjursart som beskrevs av Hodgson 1910. Natatolana meridionalis ingår i släktet Natatolana och familjen Cirolanidae. Inga underarter finns listade i Catalogue of Life.